# Miera (Kantabrien)
Miera ist eine Gemeinde in der spanischen Autonomen Region Kantabrien. Das Gemeindegebiet wird vom gleichnamigen Fluss Miera durchquert und die Gemeinde besteht aus verschiedenen Siedlungen, von denen La Cárcoba der Hauptort ist, 38 km von Santander, der Hauptstadt der Region, entfernt.

## Ortsteile
- Ajanedo
- La Cárcoba (Gemeindesitz)
- Linto
- Mirones
- Mortesante
- Solana

## Bevölkerungsentwicklung
| 1900 | 1910 | 1920 | 1930 | 1940 | 1950 | 1960 | 1970 | 1980 | 1990 | 2000 | 2007 | 2019 |
| ---- | ---- | ---- | ---- | ---- | ---- | ---- | ---- | ---- | ---- | ---- | ---- | ---- |
| 1489 | 1413 | 1389 | 1313 | 1141 | 1187 | 1107 | 1011 | 718  | 780  | 532  | 453  | 380  |